# IK Pegasi
IK Pegasi, eller HR 8210, är en pulserande variabel av Delta Scuti-typ (DSCTC) och ett system av dubbelstjärnor i stjärnbilden Pegasus. Systemet är precis tillräckligt klart lysande för att ses med blotta ögat och ligger omkring 150 ljusår från solsystemet. 
Den primära stjärnan, IK Pegasi A, är en stjärna av spektraltyp A i huvudserien som uppvisar mindre pulseringar i luminositet. IK Pegasi A kategoriseras som en stjärna av Delta Scuti-typ, med en luminositetsvariation som upprepar sig cirka 22,9 gånger per dag. Dess kompanjon, IK Pegasi B, är en massiv vit dvärg - en stjärna som har utvecklats förbi huvudserien och som inte längre genererar energi genom fusion. De kretsar kring varandra var 21,7 dag och har ett genomsnittligt avstånd på omkring 31 miljoner kilometer, eller 0,21 astronomiska enheter (AU). Det är mindre än Merkurius omloppsbana kring solen.
IK Pegasi B är den närmaste kända supernovakandidaten. När den primära stjärnan - IK Pegasi A - börjar utvecklas till en röd jätte förväntas den växa till en radie där den vita dvärgen kan dra till sig materia från det expanderande gasformiga höljet. När den vita dvärgen närmar sig Chandrasekhargränsen på 1,44 solmassor (M☉) kan den explodera som en supernova av typ Ia.

## Observationer
Stjärnsystemet katalogiserades i den astrometriska undersökningen Durchmusterung från 1862 som BD +18°4794B. Därefter förekom den i Edward Charles Pickerings Bright Star Catalogue från 1908 som HR 8210. Namnet "IK Pegasi" kommer från den namngivningsmetod för variabla stjärnor som introducerades av Friedrich Wilhelm August Argelander.
Undersökningar av stjärnans spektrografiska egenskaper visade den karaktäristiska absorptionslinjeförskjutningen hos ett binärt stjärnsystem. Förskjutningen skapas när stjärnornas omloppsbana tar dem först mot och sedan iväg från observatören vilket skapar en dopplereffekt i absorptionslinjernas våglängd. Mätning av förskjutningen gör att astronomer kan bestämma den relativa orbitala hastigheten för åtminstone en av stjärnorna även om de inte kan särskilja de individuella komponenterna.
1927 använde den kanadensiska astronomen William Edmund Harper den tekniken för att mäta denna binära stjärnas period och bestämde den till 21,724 dagar. Han uppskattade ursprungligen omloppsbanans excentricitet till 0,0027. Senare beräkningar gav en excentricitet på noll, vilket är värdet för en cirkulär omloppsbana. Hastighetsamplituden uppmättes till 41,5 km/s, vilket är den primära stjärnans högsta hastighet längs siktlinjen till solsystemet.
Avståndet till systemet IK Pegasi kan mätas direkt genom att observera systemets små parallaxförskjutningar (jämfört med mer avlägsna bakgrundsstjärnor) när jorden kretsar kring solen. Förskjutningen mättes med hög precision av rymdteleskopet Hipparcos vilket gav ett avstånd på 150 ljusår med en exakthet på ±5 ljusår. Samma rymdteleskop mätte även systemets egenrörelse, det vill säga den lilla vinkelrörelse som IK Pegasi gör över himlen på grund av dess rörelse genom rymden. Kombinationen av avståndet och egenrörelsen kan användas för att beräkna IK Pegasis tvärgående hastighet till 16,9 km/s. Den tredje komponenten, den heliocentriska radialhastigheten, kan mätas med den genomsnittliga rödförskjutningen (eller blåförskjutning) av stjärnspektrumet. General Catalogue of Stellar Radial Velocities listar en radialhastighet på -11,4 km/s för systemet. Kombinationen av dessa två rörelser ger en rymdhastighet på 20,4 km/s relativt solen.
Det gjordes ett försök att fotografera systemets individuella komponenter med hjälp av rymdteleskopet Hubble men stjärnorna visade sig vara för nära varandra för att få bra upplösning. Färska mätningar med rymdteleskopet Extreme Ultraviolet Explorer gav en exaktare omloppsperiod på 21,72168 ± 0,00009 dagar. Systemets banlutning tros vara sådan att banplanet ligger nästan exakt i siktlinjen från jorden. Om det är så kan det vara möjligt att se en eklips.

## IK Pegasi A
Hertzsprung–Russell-diagrammet (HR-diagram) är en grafisk presentation av stjärnors luminositet mot ett färgindex. IK Pegasi A är för närvarande en huvudseriestjärna. IK Pegasi A ligger dock i en smal, nästan vertikal remsa på diagrammet som kallas instabilitetsremsan. Stjärnor som befinner sig i det här bandet oscillerar koherent, vilket resulterar i att stjärnans luminositet pulserar periodiskt.
Pulseringarna är ett resultat av en process som kallas κ-mekanismen. En del av stjärnans yttre atmosfär absorberar mer strålning på grund av partiell jonisering av vissa grundämnen. När dessa atomer tappar en elektron ökar sannolikheten att de kommer absorbera energi. Detta resulterar i sin tur i en temperaturökning som gör att atmosfären expanderar. Den uppblåsta atmosfären blir mindre joniserad och förlorar energi, vilket gör att den kallnar och blir mindre igen. Resultatet är en periodisk pulsering av atmosfären och en matchande luminositetsvariation.

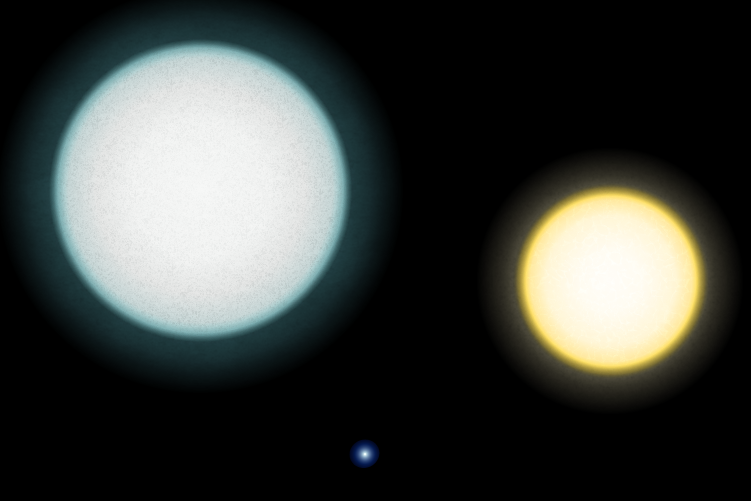
De relativa dimensionerna av IK Pegasi A (vänster), B (mitten ner) och solen (höger).

Stjärnorna inom instabilitetsremsan som korsar huvudserien kallas Delta Scuti-variabler. De har fått sitt namn från den typiska stjärnan för sådana variabler, Delta Scuti. Variablerna varierar vanligtvis från spektraltyp A2 till F8, och en stjärnluminositetsklass av III (underjättar) till V (huvudseriestjärnor). De är variabler med korta perioder som har regelbundna pulsperioder på mellan 0,025 och 0,25 dagar. Delta Scuti-stjärnor har en sammansättning av grundämnen som liknar solens (se Population I-stjärnor) och en massa mellan 1,5 och 2,5 M☉. IK Pegasi A:s pulseringsfrekvens har beräknats till 22,9 cykler per dag, eller en var 0,044 dagar.
Astronomer definierar en stjärnas metallicitet som halten av grundämnen som har högre atomnummer än helium. Detta mäts genom en spektroskopisk analys av atmosfären, följd av en jämförelse med de förväntade resultaten från stjärnmodeller. I fallet IK Pegasus A är det beräknade metallöverskottet [M/H] = +0,07 ± 0,20. Notationen ger logaritmen av förhållandet mellan metalliska grundämnen (M) och väte (H), minus logaritmen av solens metallförhållande. (Om stjärnan har samma metallöverskott som solen blir värdet således noll.) Ett logaritmiskt värde på 0,07 motsvarar ett faktiskt metallicitetsförhållande på 1,17, så stjärnan är omkring 17 % rikare på metalliska grundämnen än solen. Felmarginalen för resultatet är dock ganska stor.
Spektrumet av A-klass-stjärnor som IK Pegasi A uppvisar starka Balmerlinjer av väte tillsammans med absorptionslinjer av joniserade metaller, inklusive K-linjen av joniserat kalcium (Ca II) på en våglängd av 393,3 nm. Spektrumet av IK Pegasi A klassificeras som marginell Am (eller "Am:"), vilket betyder att den uppvisar samma kännetecken som spektraltyp A men är marginellt mer metalliserad. Det betyder att stjärnans atmosfär uppvisar absorptionslinjer för metalliska isotoper som är något starkare än normalt. Stjärnor av spektraltyp Am är ofta delar av nära dubbelstjärnor med en kompanjon som har ungefär lika stor massa, såsom fallet är med IK Pegasi.
Stjärnor av spektraltyp A är varmare och har större massa än solen, men som en följd är deras livsspann på huvudserien kortare. För en stjärna som har en massa som liknar IK Pegasi A (1,65 M☉), är den förväntade livstiden på huvudserien 2-3 × 109 år, vilket är ungefär en fjärdedel av solens förväntade livstid.
Vad gäller massan är den relativt unga Altair den närmaste stjärnan till solen som liknar komponent A – den har en beräknad massa som är 1,7 gånger solmassan. Dubbelstjärnesystemet i sin helhet har vissa likheter med det närliggande systemet Sirius, som har en primär stjärna som tillhör klass A med en vit dvärg som kompanjon. Sirius A har dock större massa än IK Pegasi A och omloppsbanan för dess kompanjon är mycket större, med en halv storaxel på 30 AU.

## IK Pegasi B
IK Pegasi A är en kompakt vit dvärg. Den här stjärnkategorin har nått slutet på sin evolutionära livstid och genererar inte längre energi genom kärnfusion. Istället strålar vita dvärgar stadigt iväg sin överskottsenergi, vanligtvis lagrad värme, blir kallare och svagare under flera miljarder år.

### Evolution
Nästan alla små och medelstora stjärnor (lättare än omkring nio solmassor) slutar som vita dvärgar när de har förbrukat sitt förråd av termonukleärt bränsle. Sådana stjärnor ägnar större delen av sitt energiproducerande liv som en stjärna i huvudserien. Den tid som en stjärna tillbringar i huvudserien beror huvudsakligen på dess massa. Livslängden minskar ju större massan är. För att IK Pegasi B skall ha kunnat bli en vit dvärg före komponent A måste den således en gång ha varit större än komponent A. Faktum är att föregångaren till IK Pegasi B tros ha haft en massa mellan 5 och 8 solmassor.
När vätebränslet förbrukats i kärnan av IK Pegasi B:s föregångare utvecklades den till en röd jätte. Den inre kärnan kontraherade tills väteförbränningen började i ett skal som omgav heliumkärnan. För att kompensera för temperaturökningen expanderade det yttre höljet till flera gånger storleken av radien som den hade som stjärna i huvudserien. När kärnan nådde en temperatur och täthet där helium kunde börja genomgå fusion kontrakterade stjärnan och blev vad som kallas en stjärna på den horisontella jättegrenen. Det vill säga, den tillhörde en grupp stjärnor som faller på en grovt horisontell linje på Hertzsprung–Russell-diagrammet. Heliumfusionen skapade en inert kärna av kol och syre. När helium förbrukades i kärnan skapades ett heliumförbrännande skal förutom det väteförbrännande skalet, och stjärnan flyttade till vad astronomer kallar för den asymptotiska jättegrenen (ett spår som leder till det övre högra hörnet av Hertzsprung–Russell-diagrammet). Om stjärnans massa var tillräcklig skulle kolfusion slutligen börja i kärnan och därigenom skapa syre, neon och magnesium.
En röd jättes yttre hölje, eller det yttre höljet av en stjärna på den asymptotiska jättegrenen, kan expandera till flera hundra gånger solens radie och får därigenom en radie på omkring 5 × 108 km (3 AU) såsom den pulserande stjärnan Mira. Det är gott och väl mer än det nuvarande avståndet mellan de två stjärnorna i IK Pegasi, så under den här tidsperioden delade de två stjärnorna ett gemensamt hölje. Därför kan IK Pegasi A:s yttre atmosfär ha fått en ökning av isotoper tyngre än helium.

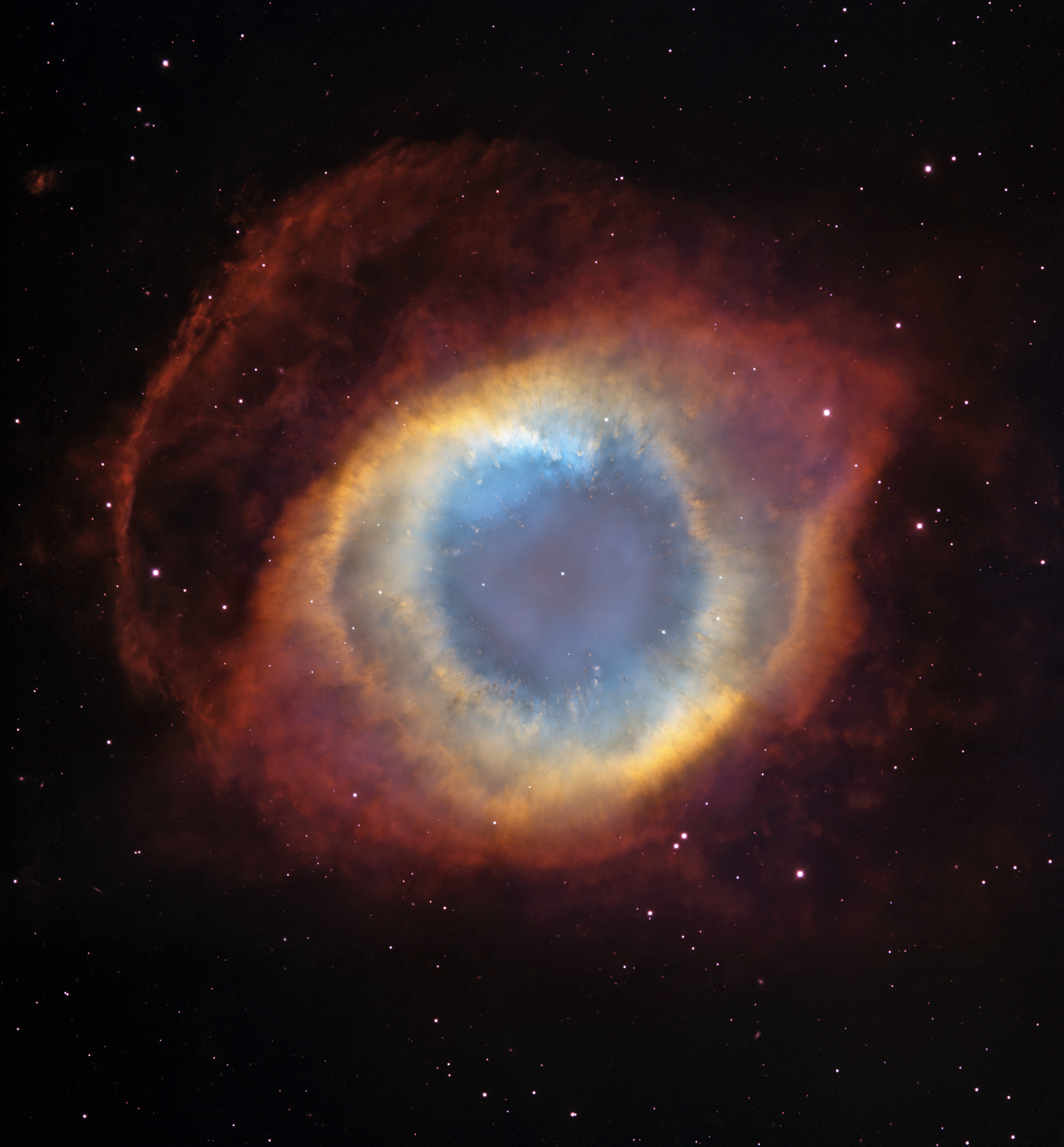
Helixnebulosan skapas genom en stjärna som utvecklas till en vit dvärg. Bild från NASA & ESA.

En tid efter att en inert kärna av syre och kol (eller syre, magnesium och neon) skapats, började termonukleär fusion inträffa längs med de två skal som är koncentriska med kärnregionen. Väte förbrändes längs det yttersta skalet, medan heliumfusion skedde i den inerta kärnan. Den här fasen med två skal var dock instabil, så den producerade termiska pulser som orsakade storskaliga massutstötningar från stjärnans yttre hölje. Det här utkastade materialet skapade ett väldigt moln av material kallat planetarisk nebulosa. Allt förutom en liten del av vätehöljet drevs iväg från stjärnan, vilket lämnade efter sig en vit dvärgrest som huvudsakligen bestod av den inerta kärnan.

### Sammansättning och struktur
IK Pegasi B:s inre kan antingen bestå helt och hållet av kol och syre, eller möjligtvis, om dess föregångare genomgick kolförbränning, kan den ha en kärna av syre och neon, omgivet av en mantel berikad med kol och syre. Oavsett, så är dess yttre omgivet av en atmosfär bestående av nästan rent väte, som ger stjärnan dess spektraltyp DA. På grund av högre atommassa kommer allt helium i höljet ha sjunkit under väteskiktet. Hela stjärnans massa stöds av trycket från en gas av degenererade elektroner, en effekt av Pauliprincipen som hindrar materien från att pressas samman till en mindre volym.

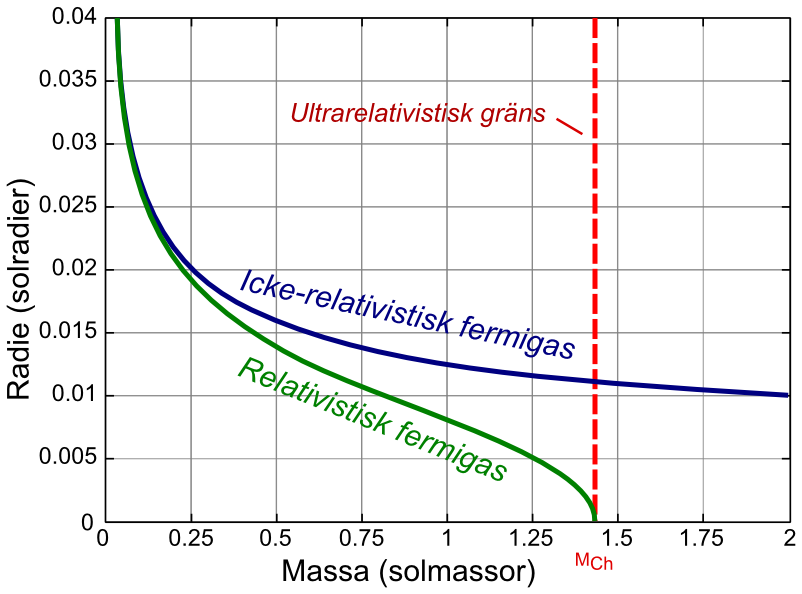
Sambandet mellan en vit dvärgs radie och massa

Med en beräknad massa på 1,15 M☉ räknas IK Pegasi B som en vit dvärg med hög massa. Även om dess radie inte har observerats direkt kan den beräknas från teoretiska relationer mellan massan och radien på vita dvärgar, vilket ger den ett värde på omkring 0,60 % av solens radie. En annan källa ger dock värdet 0,72 %, så viss osäkerhet kvarstår fortfarande. Stjärnan packar alltså en massa som är större än solens i en volym som är ungefär lika stor som jordens, vilket ger en fingervisning om stjärnans extrema densitet.
En vit dvärgs massiva och kompakta karaktär producerar en stark ytgravitation. Astronomer betecknar det här värdet genom tiologaritmen av gravitationskraften i cgs-enheter, eller log g. För IK Pegasi B är log g 8,95. I jämförelse är jordens log g 2,99. Ytgravitationen på IK Pegasi är alltså över 900 000 gånger starkare än gravitationen på jorden.
IK Pegasi B:s effektiva yttemperatur beräknas vara omkring 35 500 ± 1 500 K, vilket gör den till en stark källa till ultraviolett strålning.
Under normala förhållanden skulle den här vita dvärgen fortsätta att kylas ner i mer än en miljard år, medan dess radie skulle kvarstå nästan oförändrad.

## Framtida evolution
I en artikel från 1993 identifierade David Wonnacott,  Barry J. Kellett och David J. Stickland systemet som en kandidat att utvecklas till en typ 1a-supernova eller en kataklysmisk variabel. I och med att den ligger på ett avstånd av 150 ljusår är det den supernovakandidat som är närmast jorden. Under den tid som det kommer att ta för systemet att utvecklas till ett stadium där en supernova kan inträffa kommer den dock att ha förflyttat sig längre bort från jorden. Den kan dock fortfarande utgöra ett hot.

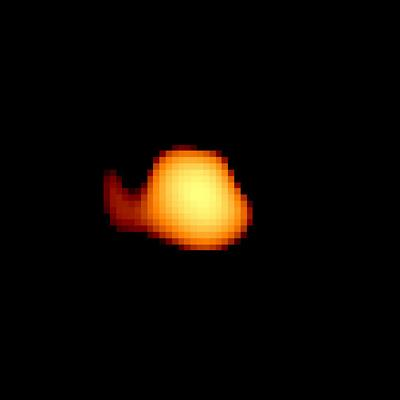
Bilden från Hubbleteleskopet visar den pulserande asymptotiska jättegrensstjärnan Mira.

Någon gång i framtiden kommer IK Pegasi A ha förbrukat vätebränslet i sin kärna och börja utvecklas från huvudserien till att bli en röd jätte. En röd jättes hölje kan växa väldigt mycket och utöka sin storlek till uppemot hundra gånger den tidigare radien (eller mer). När IK Pegasi A expanderat till den punkt där dess yttre hölje når dess kompanjons Roche-lob kommer en gasformig ackretionsskiva bildas runt den vita dvärgen. Gasen, som huvudsakligen består av väte och helium, kommer då växa samman med ytan på kompanjonen. Massöverföringen mellan stjärnorna kommer också göra att deras gemensamma omloppsbana kommer krympa.
På den vita dvärgens yta kommer den sammanväxta gasen komprimeras och upphettas. Vid något tillfälle kommer den ackumulerade gasen nå det tillstånd som krävs för att vätefusion ska inträffa, vilket producerar en termisk rusningsreaktion som kommer driva iväg en del av gasen från ytan. Det skulle resultera i en återkommande novaexplosion - en kataklysmisk variabelstjärna - och den vita dvärgens luminositet skulle snabbt öka med flera skenbara magnituder under en flera dagar eller månader lång period. Ett exempel på en sådan stjärna är RS Ophiuchi, ett binärt system som består av en röd jätte och en vit dvärgkompanjon. RS Ophiuchi har utvidgats till en (återkommande) nova åtminstone sex gånger och har varje gång assimilerat den mängd väte som behövs för att skapa en rusningsexplosion.
Det är möjligt att IK Pegasi B kommer att följa ett liknande mönster. För att ackumulera massa kan bara en del av den infångade gasen slungas ut, så att med varje cykel skulle den vita dvärgen öka stadigt i massa. Således skulle IK Pegasi B även om den betedde sig som en återkommande nova fortsätta att ackumulera ett växande hölje.
En alternativ modell, som gör att den vita dvärgen stadigt kan ackumulera massa utan novautbrott, är en så kallad CBSS-stjärna, en tät dubbelstjärna som är en supermjuk röntgenkälla. I ett sådant scenario skulle massöverföringen till den nära vita dvärgstjärnan vara sådan att en stadig fusionsförbränning kan bibehållas på ytan där det inkommande vätet förbrukas genom termonukleär förbränning till helium. Den här kategorin av supermjuka källor består av vita dvärgar med stor massa och väldigt höga yttemperaturer (0,5 × 106 till 1 × 106 K).
Om den vita dvärgens massa skulle uppnå chandrasekhargränsen på 1,44 solmassor kommer den inte längre stödjas av tryck från elektrondegenerationen och kommer kollapsa. För en kärna som huvudsakligen består av syre, neon och magnesium kommer den kollapsande vita dvärgen förmodligen bilda en neutronstjärna. I så fall kommer bara en del av stjärnans massa slungas ut. Om kärnan istället består av kol och syre kommer det ökande trycket och temperaturen istället initiera kolförbränning i centrumet innan chandrasekhargränsen uppnås. Det dramatiska resultatet är en rusande nukleär fusionsreaktion som förbränner en substantiell del av stjärnan inom en kort tid. Det kommer att vara tillräckligt för att lösgöra stjärnan i en kataklysmisk typ 1a-supernoveexplosion.
En sådan supernovahändelse kan utgöra ett visst hot mot liv på jorden. Man tror att den primära stjärnan, IK Pegasi A, förmodligen inte kommer utvecklas till en röd jätte inom den nära framtiden. Som det visats tidigare är denna stjärnas rymdhastighet jämfört med solen 20,4 km/s. Detta motsvarar att förflytta sig ett ljusår på 14 700 år. Efter 5 miljoner år, kommer stjärnan vara separerad från solen med mer än 500 ljusår. En typ 1a-supernova inom tusen parsec tros kunna påverka jorden.
Efter en supernoveexplosion kommer resten av givarstjärnan (IK Pegasus A) fortsätta med den slutgiltiga hastigheten den hade när den ingick i ett nära kretsande dubbelstjärnesystem. Den resulterande relativa hastigheten kan vara så hög som 100–200 km/s, vilket skulle kunna placera den bland höghastighetsmedlemmarna i Vintergatan. Kompanjonen kommer också ha förlorat lite massa under explosionen, och dess närvaro kan skapa ett gap i de expanderande spillrorna. Från den punkten och framåt kommer den utvecklas till en enda vit dvärg. Supernovaexplosionen kommer skapa en supernovarest av expanderande material som slutligen kommer att gå in i det omgivande interstellära mediet.